# ناخن فشنگ‌کش

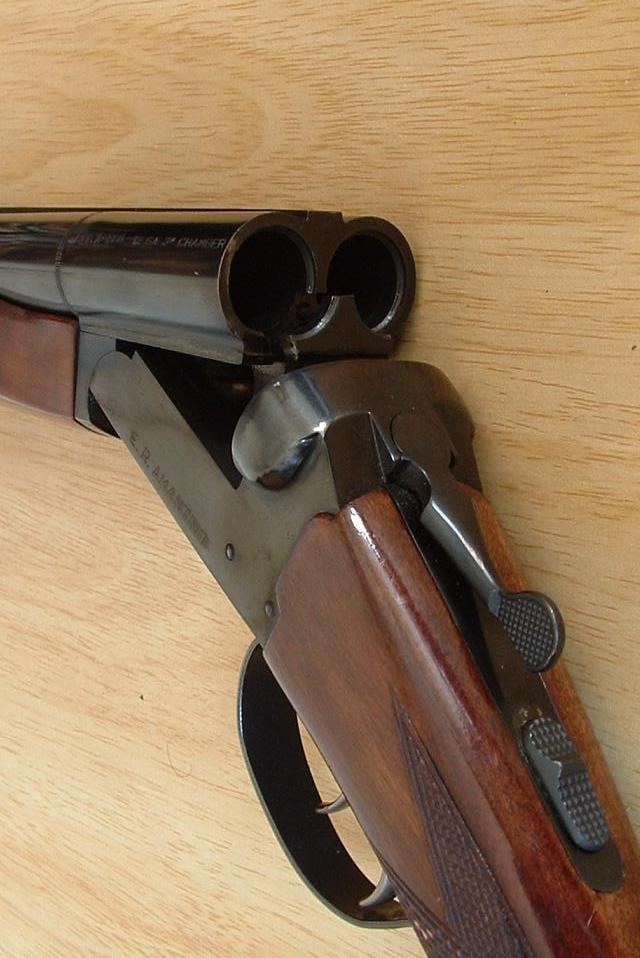
در این تفنگ دولول، ناخن فشنگ‌کش که شکلی سه‌گوش با پهلوهای بریده دارد را می‌توان در جلوی دو لول تفنگ دید.

ناخن فشنگ‌کش (به انگلیسی: Extractor) زبانه یا لبه‌ای فلزی روی گلنگدن برخی سلاح‌های گرم است که برای درآوردن و بیرون کشیدن پوکه فشنگ شلیک شده از جان لوله بکار می‌رود.
وقتی گلنگدن به جلو حرکت می‌کند ناخن فشنگ‌کش با شیار یا لبه انتهای فشنگ درگیر می‌شود و بعد از شلیک وقتی که گلنگدن به عقب می‌رود پوکه را با خود به عقب می‌آورد. پوکه در اثر برخورد با قطعه‌ای بنام قطعه پوکه‌پران که غالباً در کنار بدنه به صورت زائده‌ای قرار دارد به بیرون پرتاب می‌شود.
قطعه پوکه‌پران در سلاح کلاشنیکف از شیاری که بر روی گلنگدن و در کنار ناخن فشنگ کش تعبیه شده عبور کرده و عمل پرش را انجام می‌دهد.